# Мелк
Мелк град је у Аустрији, смештен у северном делу државе. Значајан је град у покрајини Доњој Аустрији, где је седиште истоименог округа Мелк.
Град Мелк је данас једно од најважнијих туристичких одредишта у Аустрији, пре свега захваљујући чувеном римокатоличком манастиру Мелк и околној долини Вахау, који су под заштитом УНЕСКО-а као светска баштина.

## Природне одлике
Мелк се налази у северном делу Аустрије. Град је удаљен 105 км западно од главног града Беча.
Град Шајбс се образовао у тзв. Воћарској четврти Доње Аустрије. Град се сместио на Дунаву, на месту где до њега допиру почеци Алпа, тзв. Предалпи, на приближно 210 m надморске висине. Образовање града везано је за осамљен брег уз Дунав, где се данас налази манастир Мелк. Подручје око града, познато као Вахау, је веома сликовито, па је уврштено на списак светске баштине УНЕСКО-а.

## Становништво
Данас је Мелк град са око 5.300 становника. Последњих деценија број становника у граду стагнира.

## Галерија
- Панорама манастира Мелка и града
- Градска Римокатоличка црква пресвете Богородице
- Главни градски трг
- Поглед на манастир из града

## Партнерски градови
- Руда Шлеска